# Code Lisa
 (juin 2025).
Si vous disposez d'ouvrages ou d'articles de référence ou si vous connaissez des sites web de qualité traitant du thème abordé ici, merci de compléter l'article en donnant les références utiles à sa vérifiabilité et en les liant à la section « Notes et références ».
Code Lisa (Weird Science) est une série télévisée américaine en 88 épisodes de 24 minutes, créée par Robert K. Weiss dont 82 épisodes ont été diffusés entre le 5 mars 1994 et le 11 avril 1997 sur USA Network. Les six épisodes restants ont été diffusés du 11 juillet au 25 juillet 1998 sur Sci Fi Channel.
En France, la série a été diffusée à partir du 17 mars 1995 sur France 2 et rediffusée sur MCM, NRJ 12 et Game One. La série est tirée du film Une créature de rêve (Weird Science), de John Hughes. L'histoire de départ est la même, ainsi que les quatre personnages principaux.

## Synopsis
Gary Wallace et Wyatt Donnelly sont deux amis lycéens aux caractères opposés, mais tous les deux sont rejetés par leurs camarades de classe. Gary aime les jolies filles et faire la fête et est peu doué pour l'école, tandis que Wyatt aime l'informatique, les échecs et est très intelligent.
Alors qu'ils viennent de commencer leur premier jour de lycée, pour eux un nouveau départ, loin des brimades et des moqueries, ils se font bizuter et reviennent à la maison les vêtements déchirés. C'est en regardant La Fiancée de Frankenstein à la télévision que Gary a une idée : créer la femme parfaite sur l'ordinateur de Wyatt.
Le résultat sera Lisa, sublime créature extrêmement intelligente, dotée de pouvoirs magiques, mais avec un caractère bien trempé.

## Distribution
- Michael Manasseri (VF : William Coryn) : Wyatt Donnelly
- John Mallory Asher (VF : Mathias Kozlowski) : Gary Wallace
- Lee Tergesen (VF : Thierry Mercier) : Chester Donnelly alias Chett
- Vanessa Angel (VF : Virginie Ledieu) : Lisa
- Melendy Britt puis Melanie Chartoff (VF : Marion Game) : Marcia Donnelly
- Richard Fancy (en) : Wayne Donnelly (1994)
- Andrew Prine : Wayne Donnelly (1994 à 1996)
- Jeff Doucette : Al Wallace
- Joyce Bulifant : Emily Wallace
- Bruce Jarchow : principal Scampi

- Version française : 
  - Société de doublage : Studio Lincoln[1],[2]
  - Direction artistique : Pierre Valmy[1],[2]

Sources V. F. : Doublage Séries Database, planete-jeunesse

## DVD
Chez l'éditeur : Elephant Films
- la saison 1 le : 26 août 2015
- la saison 2 le : 25 mai 2016
- la saison 3 le : 26 avril 2017[3]
- la saison 4 le : 21 juin 2017[4]
- la saison 5 le : 27 septembre 2017[5]
- L'intégrale saison 1 à 5, sortie le 22 novembre 2017

## Épisodes

### Première saison (1994)
1. Elle est vivante (She’s Alive)
2. Télécommande de choc (Universal Remote)
3. Albert à la rescousse (Cyrano DeBrainiac)
4. Papa Magnifico (Magnifico Dad)
5. Le Mystère féminin (Feminine Mistake)
6. Les Rois du panier (Airball Kings)
7. Changement de programme (Party High, USA)
8. La Taille standard (One Size Fits All)
9. Les Montres magiques (Keeps On Tickin)
10. Monsieur le Président (Mr. President)
11. Fatale Lisa (Fatal Lisa)
12. La Soirée du siècle (Killer Party)
13. L’Éducation sexuelle (Sex Ed)

### Deuxième saison (1994)
1. Le Virus (Lisa’s Virus)
2. Bulles de chewing-gum (Bazooka Boys)
3. Le Souhait le plus dangereux (The Most Dangerous Wish)
4. Régression évolutive (Wyatt Erectus)
5. Chacun sa Lisa (A Tale of Two Lisas)
6. Une Machine de rêve (Nightmare On Chett Street)
7. Prestidigitation (Magic For Beginners)
8. Robot copine (Copper Top Girl)
9. Échange standard (Switched At Birth)
10. Camp de vacances (Camp Wannabe)
11. Le Circuit de l'amour (Circuit Courtship)
12. Bébé Chett (Chett Reborn)
13. Rockstars (Unplugged)

### Troisième saison (1995)
1. Nourriture terrestre (Earth Boys Are Easy)
2. Le Mot de passe (Horseradish)
3. Une nouvelle jeunesse (Grampira)
4. Chett l'invincible (Rock Hard Chett)
5. Le Costard fétiche (Lucky Suit)
6. Gary Wallace : Abruti reporter (Gary Wallace : Boy Reporter)
7. Pour un flirt avec Nadine (Hot Wheels)
8. Horror Picture Chaud (Bikini Camp Slasher)
9. Un génie nommé Lisa (What Genie?)
10. Séance fiction (Sci-Fi Zoned)
11. Le Slip magique (The Wyatt Brief)
12. Le Prince des mers (Free Gary)
13. Quantum Wyatt (Quantum Wyatt)
14. L'Homme volant (Fly Boy)
15. Lisa joue les ados (Teen Lisa)
16. La Bravoure des Donnely (Dead Can Dance)
17. La Légende de Phil Pistole Wallace (The Legend of Red Brick Wallace)
18. Mon nom est Donnelly, Wyatt Donnelly (Spies 'R'Us)

### Quatrième saison (1996)
1. Sur les traces de Frankenstein (Searching For Boris Karloff)
2. Catch partie (Men In Tights)
3. Le Pantin amoureux (Puppet Love)
4. Et Chett et Mat (Chett-a-Nator)
5. Fantôme Scampi (Phantom Scampi)
6. Un vieux génie grincheux (Grumpy Old Genie)
7. Le Clown satanique (Funhouse of Death)
8. Opération vol (It Takes A Geek)
9. L'intelligence règne (Slow Times At Faber High)
10. Le Monde de Chett (Chett World)
11. Woodstock (By The Time We Got To Woodstock)
12. Les Zombies (You’ll Never Eat Brains In This Town Again)
13. Lisa le démon (Demon Lisa)
14. Cyborg Sam (Cyborg Sam I Am)
15. La Belle Vie sans toi (Its A Wonderful Life… Without You)
16. Les Souvenirs d'enfance de Lisa (Lisa’s Childhood Memories)
17. Un jour mon président viendra (Lisarella)
18. Opération séduction (Family Affair)
19. Le Club des vampires (Gary And Wyatt’s Bloodsucking Adventure)
20. Mafia quand tu nous tiens (It’s A Mob, Mob, Mob, Mob World)
21. Une école en avance sur son temps (Strange Daze)
22. La Garde de la petite (Community Property)
23. Maître Chett (Master Chett)
24. Pirates (Pirates)
25. Les Larmes de Chett (Swallow 13)
26. Étrangers au paradis (Strangers In Paradise)

### Cinquième saison (1997-1998)
1. Je rêvais de lui (I Dream of Gene)
2. Secrets de fille (Girl Talk)
3. Scampi se fâche (Boys on the Hide)
4. Gary potasse (Gary Had A Little Cram)
5. Multiple Janet (Forbidden Janet)
6. Le Meilleur Ami de l'homme (Man’s Best Friend)
7. Dur dur d’être une star (Show Chett)
8. Bonjour l'abeille (Bee In There)
9. Future épouse (Future Bride)
10. Prisonniers virtuels (Stalag 16)
11. Moi, Chettus Maximus (I Chettus)
12. Un détective de génie (The Genie Detective)
13. Le Retour du génie (Magic Comet Ride)
14. Les Fantômes (School Spirits)
15. Le Miroir magique (Wicked Wish)
16. L'Insistance des Steve (Night of the Swingin' Steves)
17. Le Bébé génie (Genie Junior)
18. Invasion étrangère (WS4)

## Personnages

### Personnages principaux
- Wyatt Donnelly : petit frère de Chett et meilleur ami de Gary. Ses parents sont très riches. Il a des loisirs de premier de la classe (ce qu'il est) : informatique, échecs, science-fiction. Il est très timide, déteste prendre des risques et se fait tyranniser par son grand frère. Tout au long de la série, il devient moins nerveux et plus sûr de lui.
- Gary Wallace : meilleur ami de Wyatt. Ses parents vivent plutôt modestement. Il déteste l'école, aime faire la fête, draguer (il le fait très mal d'ailleurs) et sa coupe de cheveux.
- Chester « Chett » Palomino Donnelly : grand frère de Wyatt, sur qui il ne manque jamais de passer ses nerfs. Au début de la série, il rentre de l'école militaire pour s'installer pour une durée indéterminée. Ignorant l'existence de Lisa, il subit les tours de magie de cette dernière. Plus tard dans la série, il apprendra qui elle est et tentera de la séduire. Le personnage devient plus humain au fil des saisons, passant de brute épaisse à héros au grand cœur.
- Lisa : génie inventé par Wyatt et Gary. Possède des pouvoirs magiques, dont celui d'exaucer des vœux pour une durée limitée mais aléatoire. Adore les glaces, spécialement celles aux fruits de la passion.

### Personnages secondaires
- Marcia et Wayne Donnelly : parents de Chett et Wyatt. Ils sont très fiers de leur second fils, supérieur en tous points au premier à leurs yeux. Ils sont très souvent en voyage, ce qui laisse la maison seule pour les deux amis. Wayne exerce le métier de publicitaire.
- Emily et Al Wallace : parents de Gary. Al est conducteur de dépanneuse et assez « soupe au lait ». Emily ne travaille pas et est très fière de son garçon.
- Principal Clive Randolph Scampi : proviseur du lycée Farber où étudient Gary et Wyatt. Assez tête en l'air et souvent embarqué dans les aventures des deux amis. Chett et lui se détestent copieusement. Le personnage prendra de l'importance au fur et à mesure des années, ayant même la vedette de quelques épisodes dans la cinquième saison. Au dernier épisode on apprend un secret sur Scampi, il est le père naturel de Chett, fruit de son amour avec Marcia quelque temps avant qu'elle épouse Wayne. On comprend pourquoi Scampi tenait toujours à l'œil Chett durant son enfance. Mais Wyatt est bien le fils de Wayne et de Marcia.
- Ted : un lycéen vraiment casse-pieds qui aime humilier Gary et Wyatt et aussi les frapper.

## Commentaires
- Le créateur de la série, Robert K. Weiss, est aussi le père de la série Sliders : Les Mondes parallèles. Elle compte également comme producteur John Landis (également producteur et réalisateur de Sliders : Les Mondes parallèles).
- Dans la saison 4 - épisode 5 "Fantôme scampi", Gary Wallaces n'apparaît pas dans cet épisode.

## Liens avecParker Lewis ne perd jamais
On peut constater dans Code Lisa un côté « cartoonesque », qu'avait déjà exploré la série Parker Lewis ne perd jamais. Pas étonnant alors de voir dans l'équipe de production Robert Lloyd Lewis, producteur exécutif de Parker Lewis ne perd jamais. Du côté des acteurs, on retrouve aussi Melanie Chartoff (Grace Musso) qui joue la mère de Wyatt à partir de la 4e saison. Enfin, Gerrit Graham (le méchant Norman Pankow) fait aussi une apparition en Dr Victor Frankenstein dans l'épisode 4x01 Sur les traces de Frankenstein.